# Näringslivshistoria
Näringslivshistoria är ett begrepp som innefattar hela näringslivets historia, det vill säga historien om företag, företagande och företagarorganisationer, samt allt som berör dessa, till exempel yrkesliv, produkter, varumärken, personalföreningar, industrimän med mera.
Näringslivshistoria är ett bredare begrepp än till exempel ekonomisk historia eller företagshistoria. Näringslivshistoriens handlingar vårdas av Sveriges näringslivsarkiv, vilka är sammanslutna i Näringslivsarkivens Förening. Tidskriften Företagsminnen är Sveriges ledande organ för näringslivshistoria.